# Elisabeth Ferris
Elisabeth Ferris (Reino Unido, 19 de noviembre de 1940-12 de abril de 2012) fue una clavadista o saltadora de trampolín británica especializada en trampolín de 3 metros, donde consiguió ser medallista de bronce olímpica en 1960.

## Carrera deportiva

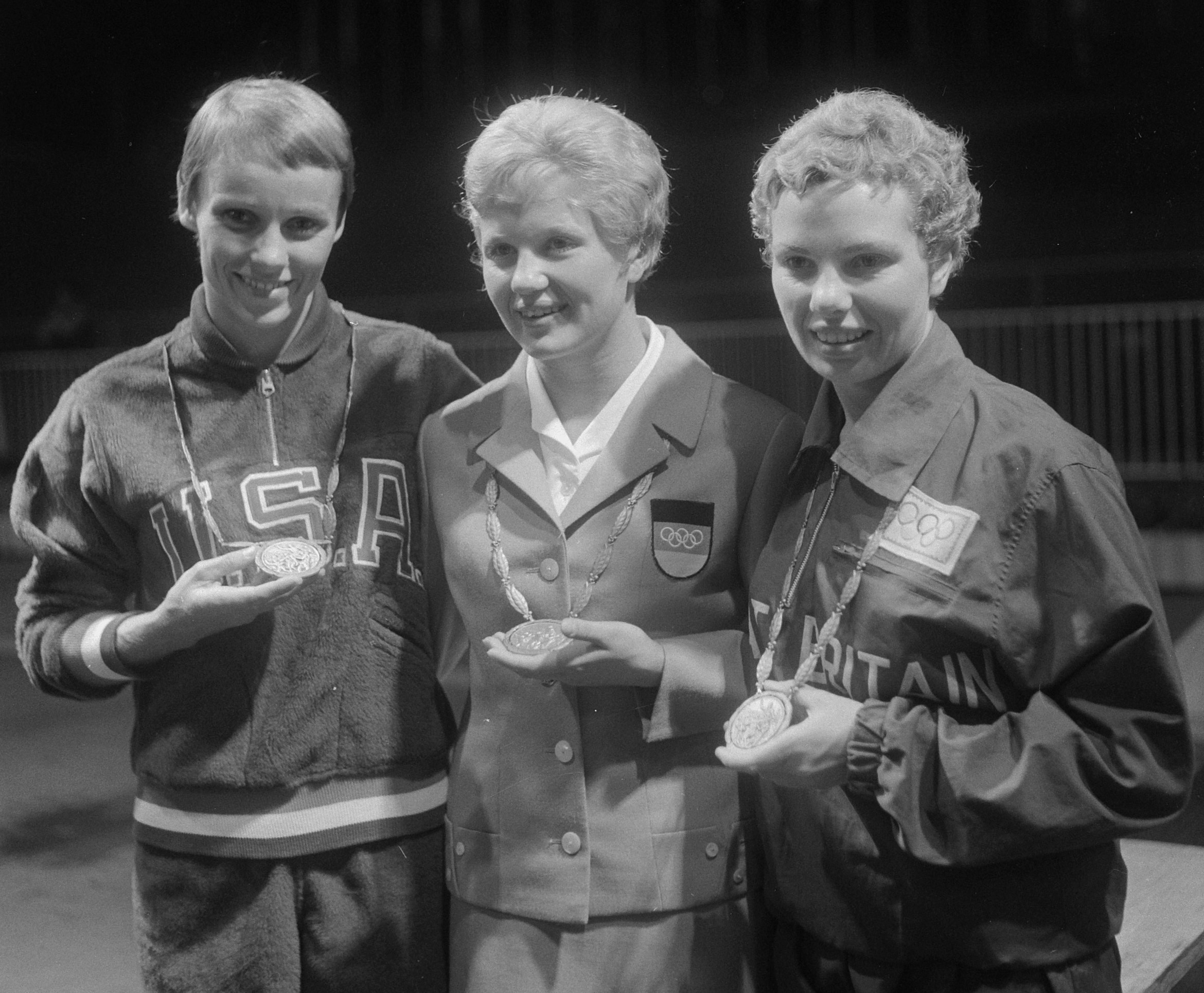
Paula Pope, Ingrid Krämer y Elizabeth Ferris

En los Juegos Olímpicos de 1960 celebrados en Roma (Italia) ganó la medalla de bronce en los saltos desde el trampolín de 3 metros, con una puntuación de 139 puntos, tras la alemana Ingrid Krämer (oro con 155 puntos) y la estadounidense Paula Pope (plata con 143 puntos).